# Éric Blond
Pour les articles homonymes, voir Blond.
Éric Blond, né en 1974, est un physicien et universitaire français, spécialiste de mécanique. Professeur des universités et enseignant à l'École polytechnique de l'université d'Orléans, il est président de l'université d'Orléans depuis le 4 février 2021.

## Biographie

### Formation
Après des études en génie mécanique et génie civil à l'École normale supérieure de Cachan, Éric Blond soutient en 2003 sa thèse de doctorat en mécanique intitulée « Dégradation thermomécanique des réfractaires au contact de laitiers sidérurgiques », dirigée par François Hild. En 2010, il soutient son habilitation à diriger les recherches portant sur la « modélisation du comportement de structures et de matériaux aux hautes températures » à l'université d'Orléans.

### Carrière universitaire
Alors doctorant, il commence sa carrière universitaire comme moniteur à l'École normale supérieure de Cachan et vacataire à l'École supérieure des techniques aéronautiques et de construction automobile (ESTACA) en 1999. En 2002, il est recruté comme professeur agrégé par l'École polytechnique de l'université d'Orléans (Polytech Orléans).
En 2005, il devient maître de conférences et intègre l'équipe de recherche technologique du laboratoire de mécanique des systèmes et des procédés (UMR CNRS / ENSAM Paris / UO). En 2008, il rejoint le laboratoire PRISME (UO / INSA CVL) au sein de l'axe « mécanique des matériaux hétérogènes ». Entre 2009 et 2010, il travaille au sein du laboratoire CEMHTI (CNRS). À Polytech Orléans, il enseigne au sein de la spécialité « innovation en conception et matériaux » et travaille sur la modélisation du comportement mécanique des matériaux dans des environnements sévères (hautes températures, atmosphères oxydantes ou corrosives, etc.), dans le cadre de la thermodynamique des processus irréversibles,.
En janvier 2018, il participe à la création du laboratoire de mécanique Gabriel Lamé (LaMé), qui regroupe les équipes de recherche en mécanique des matériaux, des structures et en génie civil des universités d'Orléans et de Tours ainsi que de l'INSA Centre-Val de Loire. Il en est le directeur adjoint jusqu'en 2021.
En 2019, il est nommé et titularisé professeur des universités.

### Responsabilités administratives
Entre 2012 et 2015, il est directeur qualité de Polytech Orléans, où il met en place la certification ISO 9001. Membre du conseil d'administration de l'université d'Orléans de 2012 à 2016, il est chargé de mission qualité de 2016 à 2017, vice-président de l'université chargé de la qualité et de l’organisation de 2017 à 2018 puis vice-président du conseil d'administration de juillet 2018 à décembre 2020.
Le 4 février 2021, il est élu président de l'université d'Orléans, succédant à Ary Bruand,. Son élection lors d'une sixième réunion du nouveau conseil d'administration intervient après deux mois d'incertitudes sur fond d'enquêtes judiciaires ayant conduit le rectorat de l'académie d'Orléans-Tours à désigner un administrateur provisoire afin de gérer les affaires courantes. En pleine crise sanitaire liée à la pandémie de Covid-19, les priorités de son début de mandat sont « le retour sur le campus et la précarité des étudiants », ainsi que de « faire la bascule pour une université européenne ».

## Décorations
- Chevalier de l'ordre des Palmes académiques (2016)[3]
- Alfred W. Allen Award (2018) prix de l'American Ceramic Society[11]
- Officier dans l ordre des palmes academiques, promotion 2024.